# Rhinoclemmys annulata
La tartaruga di foresta bruna (Rhinoclemmys annulata Gray, 1860) è una specie di tartaruga della famiglia dei Geoemididi.

## Descrizione
Il suo carapace raggiunge i 200 mm di lunghezza, è appiattito medialmente, con una colorazione variabile che le consente di mimetizzarsi perfettamente con l'ambiente circostante. Il piastrone è nero o marrone scuro con un bordo giallo. Sul capo sono presenti delle striature gialle e rosse. Le zampe anteriori hanno squame giallastre con macchie nere. La deposizione avviene apparentemente tutto l'anno con una covata di uno o due uova ellissoidali (70 × 37 mm). È una specie erbivora, si nutre di frutti, felci, arbusti e varie piantine. La maggior parte dell'attività si verifica al mattino o subito dopo forti piogge.

## Distribuzione e habitat
Distribuita dall'Honduras orientale verso sud attraverso il Nicaragua orientale, Costa Rica e Panama alla Colombia occidentale ed Ecuador. Vive nella foresta pluviale, ma anche nella foresta a galleria su altopiani oltre i 1500 m di altitudine.